# Horbergjoch
De Horbergjoch is een stoeltjeslift in het Oostenrijkse skigebied van de Rastkogel. Het is een acht persoons stoeltjeslift, wat dus betekent dat er acht personen naast elkaar in één bank kunnen zitten. De kabelbaan heeft een capaciteit van 4000 personen per uur. Hij verving een oude sleeplift, die op dezelfde plek als deze lift liep.